# Depot A
Das Depot A (auch Eigendepot) ist das bei einer Bank angesiedelte Wertpapierdepot, in dem Wertpapiere enthalten sind, die eine Weiterverpfändung durch die Bank ermöglichen.

## Bestandteile
Im Depot A befinden sich alle Wertpapiere, die sich im Eigentum der Bank befinden. Das Depot A enthält somit alle Wertpapiere des Eigenhandels einer Bank.
Daneben enthält das Depot A auch Papiere in fremdem Eigentum, für die der Eigentümer (der so genannte Hinterleger) jedoch ausdrücklich eine Weiterverpfändung im Namen der Bank zugelassen hat.